# جيم هب
جيم هب (بالإنجليزية: Game Hub)‏ و يعني مركز اللعبة ، جيم هب هو تطبيق من سامسونج لأجهزة الجالكسي و هو يعمل من جهاز سامسونج جالكسي إس 3 و الأجهزة الأعلى وظيفة التطبيق هي عرض آخر الألعاب و أحدتها و عرض الألعاب الخاصة بالشركات على حدى و عرض تقسيمات للألعاب ( مثل : ألعاب اجتماعية ، ألعاب قتال ...إلخ ) ، التطبيق يتحدث تلقائياً مع النظام و لا يمكن استخدامه لأي جهاز سوى أجهزة الجالكسي و يعرض الألعاب في متجر تطبيقات سامسونج و هو يدعم لغات كثيرة ( منها : العربية ، الفارسية ، الإنجليزية ، الفرنسية ، ...إلخ )

## شركات الألعاب المدعومة
- جيم لوفت
- أي أي
- جلو
- كوم تو يوز
- جي جي
- ذى آبز جيمز
- سيجا